# Mićo Stanišić
Pour les articles homonymes, voir Stanišić.
Mićo Stanišić, né le 30 juin 1954 à Ponor (Bosnie-Herzégovine), est un homme politique serbe. Il fut ministre de l'intérieur des Serbes de Bosnie,.
Pendant les guerres de Yougoslavie, il commande l'unité spéciale de police appelée Pahuljice (flocons de neige) qui combattu en Republika Srpska sous la direction du commandant Dušan Malović, un mafioso serbe notable lié au clan Voždovac. L'unité est soupçonnée d'avoir commis un massacre de 22 personnes, dont des enfants, le 25 novembre 1992 à Bijeljina,
Stanišić s'est livré au Tribunal Pénal International pour l'ex-Yougoslavie le 11 mars 2005. Le 27 mars 2013, le Tribunal Pénal International pour l'ex-Yougoslavie le condamne en première instance à 22 ans de prison pour crimes contre l'humanité et violations des lois et coutumes de la guerre,.
Le 30 juin 2016, il est jugé en appel et la condamnation de première instance est confirmée,.
Il fut reconnu coupable de persécution pour raison politique, racial ou religieuse, meurtre et torture.